# Senat (Kenia)
Senat – izba wyższa kenijskiego parlamentu. Po raz pierwszy został powołany w 1963 roku. W 1966 roku został zniesiony, a na mocy konstytucji z 2010 roku ponownie przywrócono tą instytucję. W Senacie zasiada 67 senatorów: 47 wybieranych w wyborach powszechnych, 16 kobiet nominowanych przez partie polityczne w zależności od zdobytych przez nie głosów oraz po dwa miejsca dla reprezentantów młodzieży i osób niepełnosprawnych. Ostatnim członkiem jest przewodniczący, którego – inaczej niż w większości parlamentów świata – kenijscy deputowani wybierają spoza swego grona. Tym samym de facto uzyskuje on mandat na zasadzie kooptacji.